# اکتاتروپین متیل‌برماید
اکتاتروپین متیل‌برماید (انگلیسی: Octatropine methylbromide) (INN) یا آنیزوتروپین متیل‌برماید (USAN)، با نام‌های تجاری Valpin, Endovalpin, Lytispasm و... ، آنتاگونیست موسکارینی و ضد اسپاسم است. این دارو در سال ۱۹۶۳ میلادی به عنوان مکملی در درمان زخم معده به بازار ایالات متحده معرفی شد و به عنوان اختصاصی‌تر از سایر آنتی‌کولینرژیک‌ها برای دستگاه گوارش تبلیغ شد، اگرچه انتخابی بودن آن در مطالعات بعدی مورد تردید قرار گرفت.
اکتاتروپین توسط عوامل موثرتر در درمان بیماری زخم معده جایگزین شده‌است و دیگر مورد استفاده قرار نمی‌گیرد. هنوز هم در برخی کشورها در ترکیب با داروهای دیگر مانند فنوباربیتال و متامیزول فروخته می‌شود.